# Église Saint-Missolin, Saint-Blaise de Trachère
L'église Saint-Missolin, Saint-Blaise de Trachère est une église catholique située à Cadeilhan-Trachère, dans le département français des Hautes-Pyrénées en France.

## Localisation
L'église Saint-Missolin-Saint-Blaise est située au hameau de Trachère, sur un site appelé le pouy, promontoire naturel.

## Historique
L'église a été placée à l'origine sous le vocable de saint Missolin, prêtre né à Cadeilhan-Trachère. Le vocable de saint Blaise a été ajouté en 1724 à l'initiative du curé de Vignec, l'église étant autrefois une annexe de cette cure.

Bien qu'elle ait été reconstruite principalement au XVIIIe siècle, elle a conservé quelques vestiges de cette première campagne de construction : un tympan de l'ancienne porte orné d'un chrisme (monogramme du Christ) du XIIe siècle visible dans le mur sud et une abside semi-circulaire qui daterait certainement de la même époque.

Jusqu'au  XIXe siècle l'édifice possédait un clocher-mur à deux baies qui fut détruit  et remplacé par le clocher-porche actuel.

## Architecture
Le plan de l'église de style roman est simple : c'est une nef unique prolongée par une abside semi-circulaire à l'est et terminée à l'ouest  par un clocher-mur.
Sous l'Ancien Régime, l'église a été agrandie et pourvue d'un riche mobilier, dont : un retable du XVIIe siècle, un tabernacle , contemporain du retable, situé dans le maître-autel, une statue en bois d'une Vierge à l'Enfant datée de la fin du Moyen Âge.

## Galerie de photos

Sélection de vues diverses
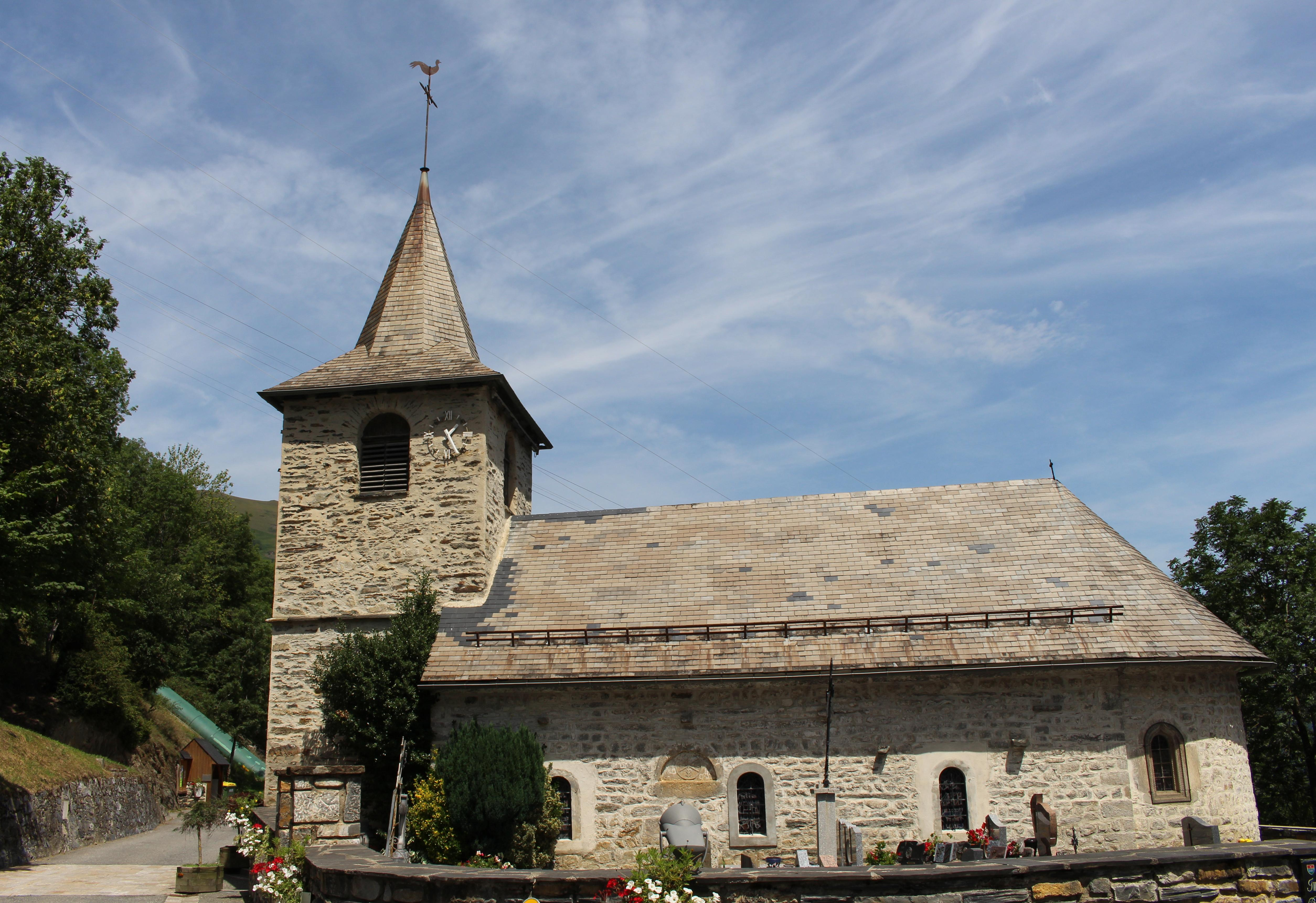
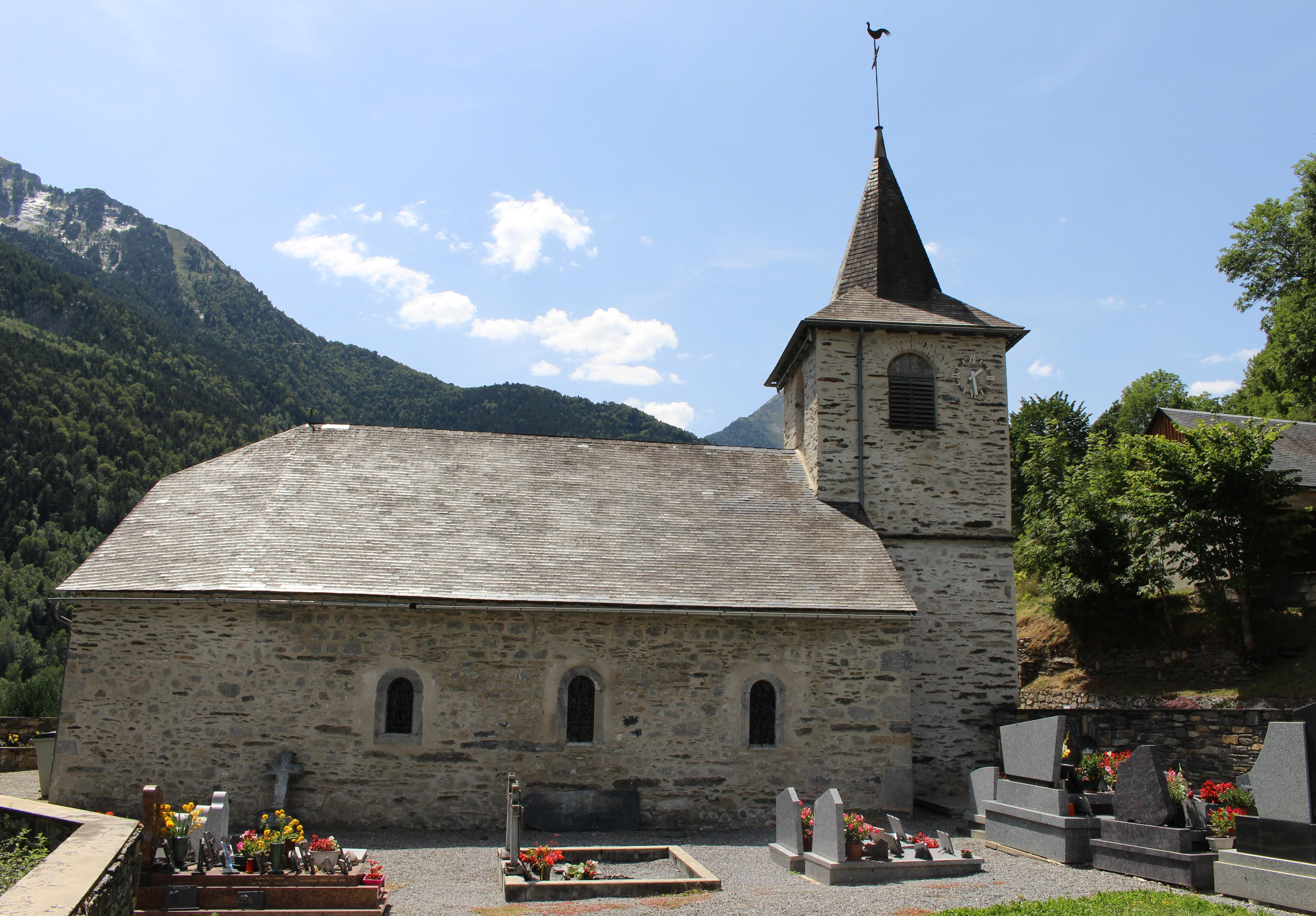
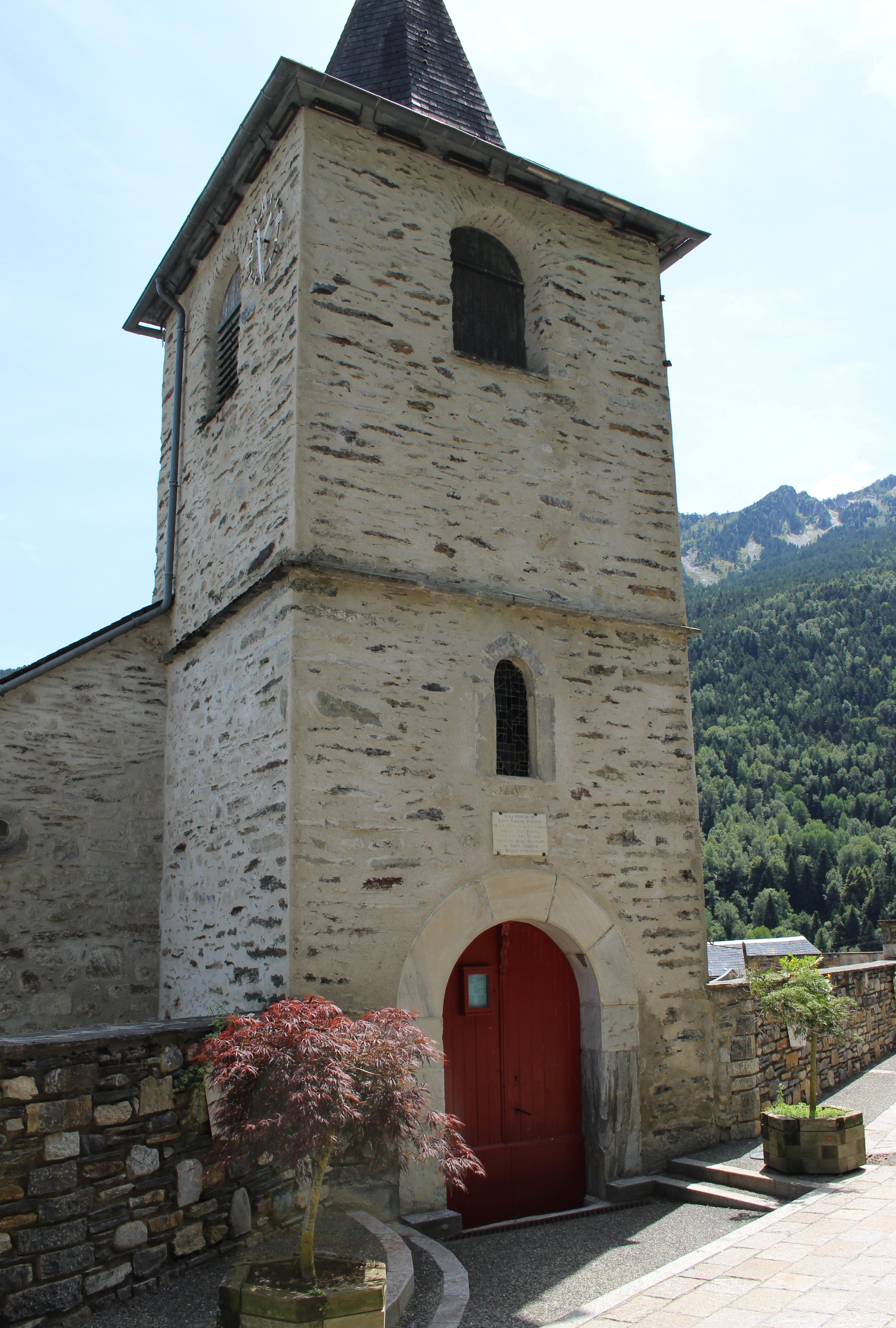
Campanile.
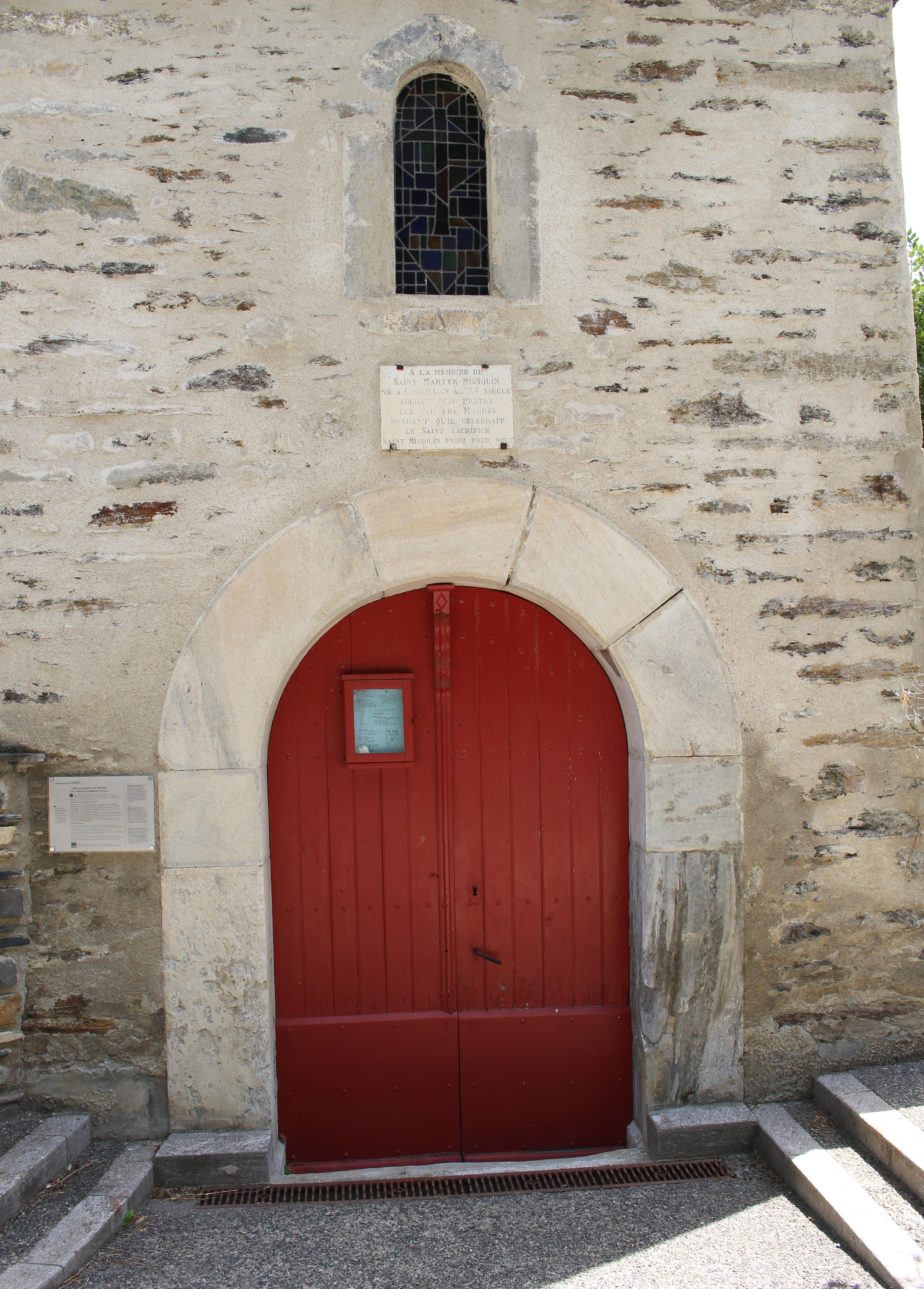
Porte.